# Röddinge landskommun
Röddinge landskommun var en tidigare kommun i dåvarande Malmöhus län.

## Administrativ historik
Kommunen bildades i Röddinge socken i Färs härad i Skåne när 1862 års kommunalförordningar trädde i kraft.
Vid kommunreformen 1952 uppgick kommunen i Östra Färs landskommun som uppgick 1974 i Sjöbo kommun.